# Портільйо-де-Толедо
Портільйо-де-Толедо (ісп. Portillo de Toledo) — муніципалітет в Іспанії, у складі автономної спільноти Кастилія-Ла-Манча, у провінції Толедо. Населення — 2244 особи (2010).
Муніципалітет розташований на відстані близько 60 км на південний захід від Мадрида, 28 км на північний захід від Толедо.

## Демографія
Динаміка населення (INE ):

## Галерея зображень

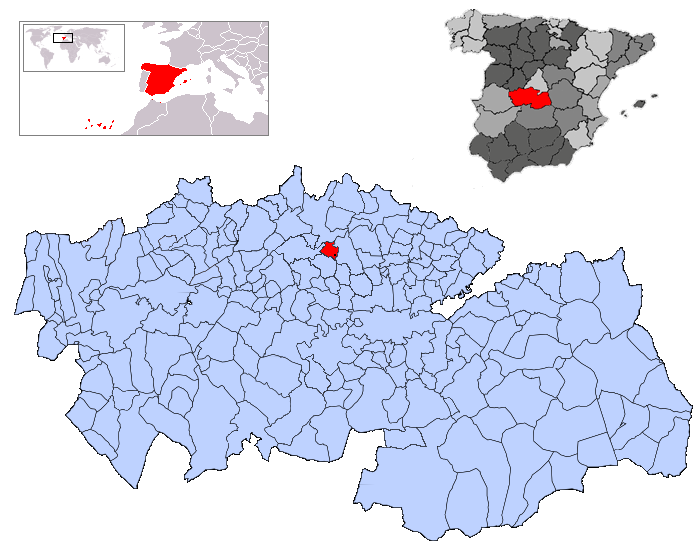
Розташування муніципалітету у провінції Толедо